# Rosslyn Luke
Rosslyn Luke (* 1989) ist eine US-amerikanische Schauspielerin und Stuntwoman. Sie wird auch als Rosslyn Greer geführt. 

## Leben
Luke wuchs in Seattle, Washington auf. Sie besuchte die Hanford High School in Richland, die sie 2007 erfolgreich abschloss. Anschließend besuchte sie die renommierte University of Washington, die sie 2013 mit dem Bachelor in Bau- und Umweltingenieurwesen verließ. Während ihrer Zeit an der Universität war sie als Cheerleaderin tätig. Neben dem Ingenieurstudium nahm sie Schauspielunterricht an der Schauspielschule John Rosenfeld Studios und Improvisationsunterricht an der iOWest. Luke absolvierte außerdem an der The International Stunt School eine Ausbildung zur Stuntwoman.
Sie ist in Los Angeles wohnhaft und Gründerin und Geschäftsführerin einer Firma.
Erstmals war sie 2012 in einer Nebenrolle in dem Fernsehfilm Bigfoot – Die Legende lebt! als Schauspielerin zu sehen. Im Anschluss folgten Episodenrollen in verschiedenen Fernsehserien. In den Fernsehserien Capitol Hill und Z Nation verkörperte sie in einzelnen Episoden verschiedene Charaktere. Ab 2016 wirkte sie vermehrt in Kurzfilmen mit wie 2017 in Badminton to the Bone, der am 17. Juli 2017 auf dem Seattle 48 Hour Film Project uraufgeführt wurde oder 2018 in Last Night of Normal, der am 28. Juli 2018 auf dem Seattle Transmedia & Independent Film Festival uraufgeführt wurde.
2018 war sie in dem Fernsehfilm Sisters in Crime zu sehen. 2019 hatte sie eine Episodenrolle in The Rookie, 2020 in Into the Dark. 2019 war sie in dem Film 3022 das Stuntdouble von Kate Walsh.

## Filmografie

### Schauspiel
- 2012: Bigfoot – Die Legende lebt! (Bigfoot) (Fernsehfilm)
- 2013: Escaping Evil: My Life in a Cult (Fernsehserie, Episode 1x03)
- 2014: Dead of Night (Fernsehserie, Episode 2x07)
- 2015: Capitol Hill (Fernsehserie, 3 Episoden, verschiedene Rollen)
- 2015–2016: Z Nation (Fernsehserie, 2 Episoden, verschiedene Rollen)
- 2016: Mount Seized (Kurzfilm)
- 2017: Badminton to the Bone (Kurzfilm)
- 2018: StoneGuard (Kurzfilm)
- 2018: Last Night of Normal (Kurzfilm)
- 2018: Sisters in Crime (Fernsehfilm)
- 2019: LIONS (Kurzfilm)
- 2019: The Rookie (Fernsehserie, Episode 1x14)
- 2020: Into the Dark (Fernsehserie, Episode 2x08)

### Stunts
- 2019: 3022